# Амапоран
Амапоран (порт. Amaporã) — муниципалитет в Бразилии, входит в штат Парана. Составная часть мезорегиона Северо-запад штата Парана. Входит в экономико-статистический микрорегион Паранаваи. Население составляет 5178 человек на 2006 год. Занимает площадь 384,734 км². Плотность населения — 13,5 чел./км².

## История
Город основан 12 ноября 1961 года.

## Статистика
- Валовой внутренний продукт на 2003 год составляет 35 282 040,00 реалов (данные: Бразильский институт географии и статистики).
- Валовой внутренний продукт на душу населения на 2003 год составляет 7145,01 реалов (данные: Бразильский институт географии и статистики).
- Индекс развития человеческого потенциала на 2000 год составляет 0,709 (данные: Программа развития ООН).

## География
Климат местности: субтропический.